# The Battle at Lake Changjin
The Battle at Lake Changjin (en chino: 长津湖) (en español: La batalla del lago Changjin) es una película china dirigida por Chen Kaige, Tsui Hark y Dante Lam. Fue escrita por Lan Xiaolong y Huang Jianxin, producida por Yu Dong y protagonizada por Wu Jing y Jackson Yee.
La película fue encargada por el Departamento de Publicidad del Partido Comunista Chino y anunciada en el marco del centenario del Partido Comunista de China.
La película fue seleccionada para ser la película de apertura del 11.º Festival Internacional de Cine de Pekín y se estrenó el 21 de septiembre de 2021. La película ha sido controvertida en Corea del Sur, con acusaciones de inexactitud histórica. Actualmente es la segunda película de habla no inglesa más taquillera de todos los tiempos, solo por detrás de Ne Zha 2. La película recaudó $913 millones en taquilla, lo que la convirtió en la segunda película más taquillera de 2021 y la segunda en la historia de China.

## Argumento
El 28 de septiembre de 1950, cuando las fuerzas de las Naciones Unidas cruzaron el paralelo 38 en la campaña Poongyang-Wonsan y atacaron Manpo en el río Yalu, la República Popular China envió a los Voluntarios Populares chinos a la batalla, con Peng Dehuai como comandante y comisario político de los Voluntarios y Mao Shanying, hijo de Mao Zedong, acompañando a las tropas.
Entre el 27 de noviembre y el 13 de diciembre de 1950, los Voluntarios Populares Chinos y el Ejército de los Estados Unidos se enfrentaron en la zona del lago Changjin de Corea. El 9.º Cuerpo de Voluntarios Populares Chinos dividió y rodeó a más de una división estadounidense, hirió gravemente al 31.º Equipo de Combate del Regimiento y destruyó por completo su mando, y capturó la bandera del Regimiento Oso Polar. Debido a la grave falta de suministros logísticos, tres compañías del 9.º Regimiento de Voluntarios murieron congeladas mientras estaban en una emboscada, con sus restos en una posición lista para la batalla, una escena que conmocionó a los oficiales estadounidenses en su camino de retirada hacia el sur. Yang Genshi, comandante de una compañía del 172.º Regimiento de la 58.ª División del 20.º Ejército de Voluntarios, murió con las tropas estadounidenses cuando se quedó sin munición, llevando una bolsa de explosivos en los brazos.

## Reparto
- Wu Jing
- Jackson Yee
- Duan Yihong
- Zhu Yawen
- Li Chen
- Hu Jun
- Elvis Han
- Zhang Hanyu
- Huang Xuan
- Zhang Jiayi
- Li Youbin
- Yang Xinyi
- Li Weiyong

## Producción
En febrero de 2020, se informó de que a Andrew Lau se le había ofrecido el trabajo de dirigir la película, pero fue nombrado director de Chinese Doctors, Chen Kaige, Tsui Hark y Dante Lam habían elegido para dirigir la película. La batalla en el lago Changjin es una de las películas más caras jamás realizadas, con un presupuesto de producción de más de $200 millones.
El rodaje comenzó en Pekín el 25 de octubre de 2020 y finalizó el 25 de mayo de 2021.

## Estreno
El 26 de julio de 2021, los productores anunciaron que el estreno de la película estaba previsto para el 12 de agosto de 2021. El 5 de agosto, los productores anunciaron que la película se posponía debido a la pandemia de COVID-19 en China.
La película ha sido seleccionada como película de apertura del 11.º Festival Internacional de Cine de Pekín, que se estrenará el 21 de septiembre de 2021.
The Battle at Lake Changjin se estrenó el 30 de septiembre de 2021 en China.

## Recepción

### Taquilla
The Battle at Lake Changjin obtuvo un total de $82 millones de en sus dos primeros días de estreno, y alcanzó los 1012 millones de yuanes ($155.12 millones de dólares) el 2 de octubre.
 El 3 de octubre, recaudó 1500 millones de yuanes ($233 millones de dólares) en la taquilla china. La película ganó un total de 2000 millones de yuanes ($310.3 millones de dólares) en sus primeros cinco días.